# Pterobryopsis subcrassicaulis
Pterobryopsis subcrassicaulis är en bladmossart som beskrevs av Brotherus 1926. Pterobryopsis subcrassicaulis ingår i släktet Pterobryopsis och familjen Pterobryaceae. Inga underarter finns listade i Catalogue of Life.